# Greatest Hits: Back to the Start
《Greatest Hits: Back to the Start》는 미국의 헤비 메탈 밴드 메가데스의 두 번째 컴필레이션 음반이다. 이 음반은 2005년 6월 28일, 캐피틀 레코드를 통해 발매되었다. 제목 "Back to the Start"는 1990년 메가데스의 음반 《Rust in Peace》의 수록곡 〈Rust in Peace... Polaris〉를 참고한 것이다. 커버 아트는 1954년 캐슬 로미오 H-폭탄 테스트를 편집한 버전이다.

## 배경 및 발매
음반의 트랙 선택은 주로 팬들에 의해 결정되었으며, 팬들은 밴드 웹사이트의 투표에서 노래에 투표했다. 그러나 데이브 머스테인은 2000년에 《Capitol Punishment: The Megadeth Years》에서 처음 발매된 트랙인 〈Kill the King〉의 포함을 주장했다. 발매를 홍보하기 위해 Kill the King의 새로운 비디오가 제작되었다.

## 상업적 성과
《Greatest Hits: Back to the Start》는 닐슨 사운드스캔에 따르면 미국 빌보드 200 차트에서 17,441장의 판매고를 올리며 65위에 올랐다. 2005년 12월 16일까지 이 음반은 미국에서 약 133,000장의 판매고를 올렸다. 또한 2011년 7월 15일, 캐나다 토론토에서 골드 인증을 받았다. 2011년 7월 23일, 토론토에서는 이 업적을 인정받아 EMI로부터 골드 인증을 수여받았다.

## 평가
| 전문가 평가 | 전문가 평가 |
| 평가 점수   | 평가 점수   |
| 출처        | 점수        |
| ----------- | ----------- |
| Blender     | [ 9 ]       |
| AllMusic    | [ 10 ]      |

올뮤직의 제이슨 버치마이어는 이 음반이 메가데스의 첫 몇 장의 음반에만 집중하기보다는 밴드의 캐피틀 레코드 자료에 더 "균형 잡힌" 접근 방식을 취하고 있다고 비판했다.

## 곡 목록
| #   | 제목                                | 오리지널 음반                                                | 재생 시간 |
| --- | ----------------------------------- | ------------------------------------------------------------ | --------- |
| 1.  | 〈Holy Wars... The Punishment Due〉 | 《Rust in Peace》 (1990년)                                   | 6:32      |
| 2.  | 〈In My Darkest Hour〉              | 《So Far, So Good... So What!》 (1988년)                     | 6:26      |
| 3.  | 〈Peace Sells〉                     | 《Peace Sells... but Who's Buying?》 (1986년)                | 4:02      |
| 4.  | 〈Sweating Bullets〉                | 《Countdown to Extinction》 (1992년)                         | 5:26      |
| 5.  | 〈Angry Again〉                     | 《라스트 액션 히어로》 사운드트랙 (1993년)                   | 3:47      |
| 6.  | 〈A Tout le Monde〉                 | 《Youthanasia》 (1994년)                                     | 4:25      |
| 7.  | 〈Trust〉                           | 《Cryptic Writings》 (1997년)                                | 5:12      |
| 8.  | 〈Kill the King〉                   | 《Capitol Punishment: The Megadeth Years》 (2000년)          | 3:42      |
| 9.  | 〈Symphony of Destruction〉         | 《Countdown to Extinction》                                  | 4:06      |
| 10. | 〈Mechanix〉                        | 《Killing Is My Business... and Business Is Good!》 (1985년) | 4:21      |
| 11. | 〈Train of Consequences〉           | 《Youthanasia》                                              | 3:30      |
| 12. | 〈Wake Up Dead〉                    | 《Peace Sells... but Who's Buying?》                         | 3:38      |
| 13. | 〈Hangar 18〉                       | 《Rust in Peace》                                            | 5:12      |
| 14. | 〈Dread and the Fugitive Mind〉     | 《Capitol Punishment: The Megadeth Years》                   | 4:23      |
| 15. | 〈Skin o' My Teeth〉                | 《Countdown to Extinction》                                  | 3:15      |
| 16. | 〈She-Wolf〉                        | 《Cryptic Writings》                                         | 3:39      |
| 17. | 〈Prince of Darkness〉              | 《Risk》 (1999년)                                            | 6:28      |

## 인증
| 국가                                                            | 인증 | 판매량/출하량 |
| --------------------------------------------------------------- | ---- | ------------- |
| 캐나다 (뮤직 캐나다)                                            | 골드 | 50,000^       |
| 영국 (BPI)                                                      | 실버 | 60,000        |
| 미국                                                            | —    | 133,000       |
| ^출하량을 기반으로 한 인증 · 판매량+스트리밍을 기반으로 한 인증 |      |               |